# San Pedro (Buenos Aires)
San Pedro, ook wel bekend onder de volledige naam Rincon de San Pedro Dávila de los Arrecifes is een plaats in het Argentijnse bestuurlijke gebied San Pedro in de provincie Buenos Aires, gelegen aan de rivier de Paraná. De plaats telt 42.151 inwoners.

## Economie
Het toerisme vormt een belangrijk onderdeel van San Pedro. De stad wordt vaak bezocht door inwoners van Buenos Aires, vanwege haar natuurlijke pracht en omdat er veel mogelijkheden zijn voor maritieme activiteiten.

## Verkeer en vervoer

### Spoorwegen
Het station van San Pedro is gelegen aan de spoorlijn van Buenos Aires (station Retiro Mitre) via Rosario naar San Miguel de Tucumán. De lijn wordt geëxploiteerd door de spoorwegmaatschappij Ferrocarril General Bartolomé Mitre.

### Wegen
San Pedro ligt aan de Ruta Nacional 9 die van Buenos Aires via Rosario, een andere grote Argentijnse stad, naar de grens met Bolivia voert. De afstand tot Buenos Aires in het zuidoosten bedraagt 164 kilometer en tot Rosario in het noordwesten 141 kilometer.
De Ruta Provincial 191 verbindt San Pedro via Arrecifes (63 km) met Chacabuco (139 km).

## Bekende personen
- Alicia Penalba (San Pedro, 7 augustus 1913 – Parijs, 4 november 1982) een Argentijns-Frans beeldhouwster